# IES Fray Luis de León
El Instituto de Educación Secundaria Fray Luis de León es un histórico centro público de educación secundaria de la ciudad de Salamanca, España.  Fue inaugurado como Instituto de Segunda Enseñanza en 1845, recibiendo el nombre oficial de Fray Luis de León en 1943.
Imparte enseñanzas de Educación Secundaria Obligatoria, Bachillerato y Formación Profesional del ciclo de Control y Laboratorio.

## Historia
El IES Fray Luis de León de Salamanca fue fundado en 1845, al amparo del Plan Pidal de ese mismo año.
Es heredero de un instituto agregado a la Universidad de Salamanca que inicialmente se encontraba en el edificio de las Escuelas Menores, y que recibió el nombre de Fray Luis de León solo en 1943.
En sus inicios, respondía a un modelo de educación tradicional-elitista, conforme al cual la mayor parte de la población asistía, como mucho, a unos pocos años de escuela, y tan solo una privilegiada minoría llegaba a cursar el bachillerato.
En abril de 1933, el instituto se trasladó al Noviciado de la disuelta Compañía de Jesús, donde se trasladaron chicos y chicas desde las Escuelas Menores - fue también durante esos años cuando se incrementó el nivel de escolarización femenina.
En la Guerra Civil, se dividió la enseñanza en dos turnos, de mañana para los chicos, y de tarde para las chicas.  En 1938 fue aprobado un nuevo plan de estudios de Enseñanza Media, de acentuado carácter fascista y nacionalcatólico. Al final de la guerra  se establecen centros diferenciados para cada género.
En 1943, el instituto masculino tomará el nombre de Fray Luis de León, a propuesta de Gabriel Espino, catedrático de literatura del centro.  Y en 1944 se trasladó al edificio del Trilingüe.
En 1974 se trasladó a su ubicación actual (2022), en la avenida de los Maristas s/n.
Fue en 1984 cuando volvió a hacerse mixto.

## Biblioteca
La biblioteca del IES Fray Luis de León tiene más de 30000 volúmenes, revistas o documentos multimedia, incluyendo una amplia oferta de novelas de Literatura Juvenil, cómics, novela gráfica, libros de divulgación científica y de conocimiento, que están a disposición de los alumnos para el préstamo o para su consulta en la propia biblioteca.

## Antiguos Alumnos célebres
- Casto Prieto Carrasco[7]
- Carmen Martín Gaite[8]
- Bernardo Hernández

## Antiguos profesores
- Juan Domínguez Berrueta